# Авангард (Криворізький район)
Аванга́рд — селище в Україні, в Криворізькому районі Дніпропетровської області (до 2020 року у Центрально-Міському районі міста Кривого Рогу). Входить до складу Криворізької міської громади. Населення становить 1522 осіб. Відстань до райцентру становить близько 17 км і проходить автошляхом Н23.

## Географія
Селище Авангард знаходиться на лівому березі річки Інгулець (у верхів'ях Карачунівського водосховища), вище за течією на відстані 2 км розташоване село Лозуватка, нижче за течією на відстані 1,5 км розташоване село Мар'янівка. До селища примикають великі відстійники (≈16 км ²). Поруч проходить автомобільна дорога Н23 і залізниця, станція Карачуни за 8 км.

## Населення
За переписом населення України 2001 року в селищі мешкало 1519 осіб наявного населення.

### Мова
Розподіл населення за рідною мовою за даними перепису 2001 року:
| Мова            | Відсоток |
| --------------- | -------- |
| українська      | 89,2 %   |
| російська       | 10 %     |
| інші/не вказали | 0,8 %    |

## Екологія
- Шламовідстійник ВАТ «ЦГЗК».